# Netkous (kleding)

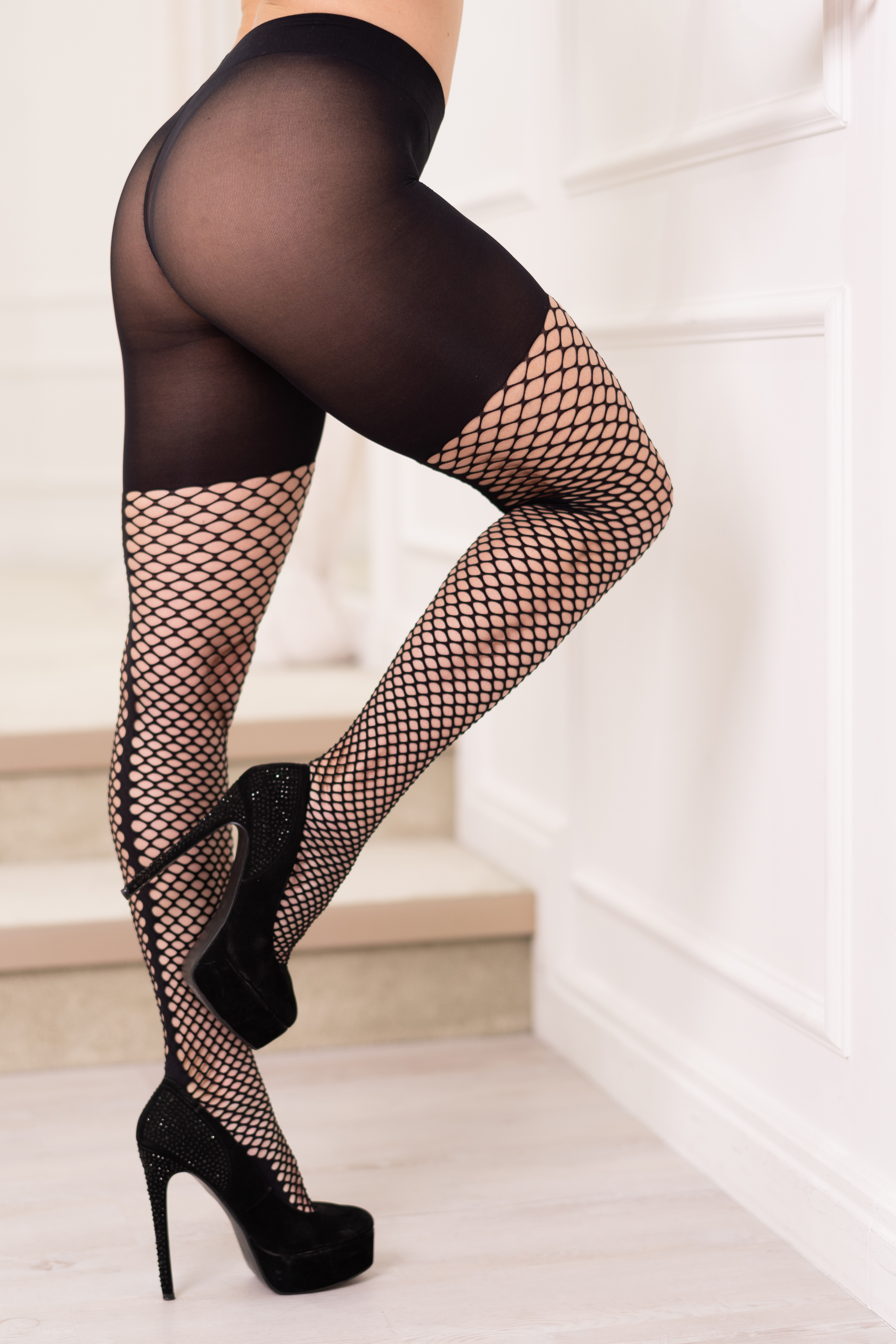
Netkous met grove structuur en naad

Netkousen en netpanty's zijn kousen en panty's die bestaan uit een open, ruitvormig weefsel dat op een visnet lijkt, vandaar ook de aanduiding visnetkous en -panty. (Hieronder worden de termen kous en panty door elkaar gebruikt). Door de rasterstructuur volgen deze kledingstukken gemakkelijk de lichaamsvorm.  Een netpanty kan, in tegenstelling tot gebreide panty's, door de wijze van weven of knopen niet gaan ladderen.
Er zijn twee typen netpanty's: met een grove en met een fijne structuur. Het eerste type wordt vooral gedragen door popsterren en uitgaanspubliek, de laatste wordt ook gedragen onder alledaagse kleding zoals een mantelpak.
Omdat de netkous de aandacht vestigt op de blote huid eronder wordt hij als sexy en uitdagend beschouwd. 

## Geschiedenis
De netkous komt in de jaren 20 van de 20ste eeuw op de Amerikaanse markt, gemaakt van zijde. Van begin af aan wordt de panty gedragen door schaars geklede showgirls in nachtclubs, waardoor de panty mede zijn uitdagende imago krijgt. Ook bij de vrijgevochten flappergirls is de panty populair. Zij zijn degenen die voor het eerst in de geschiedenis korte jurken dragen zodat de benen zichtbaar zijn en ze houden ervan om de wilde charleston te dansen, waarvoor de panty genoeg bewegingsvrijheid geeft.
In de jaren 50 van de 20ste eeuw komt de panty opnieuw in zwang bij pin-upgirls, zoals Betty Page en filmsterren zoals Marilyn Monroe en Elizabeth Taylor.
Halverwege de jaren 70 wordt de (gescheurde) visnetpanty populair bij de punkbeweging als symbool voor een wild en ongetemd leven. Modeontwerpers Jean Paul Gaultier en Vivienne Westwood maken in hun collecties veel gebruik van de netpanty. Zangeres Madonna combineert in de jaren 80 de visnetpanty met hotpants en introduceert ook andere kledingstukken van netstof, zoals handschoenen en hemdjes.
In het verlengde van de punkbeweging wordt vanaf de jaren 90 kleding van visnetstof ook populair in de Gothic-kledingstijl. In 2013 herneemt Jean-Paul Gaultier de netkous en kleding van netstof in zijn collectie.